# Мадлен дьо Валоа
Мадлен дьо Валоа (на френски: Madeleine de Valois; * 1  юли 1489; † 7 декември 1511) е френска принцеса и кралица на Шотландия, съпруга на крал Джеймс V.

## Произход и ранни години
Мадлен е родена в Сен Жермен ан Ле. Тя е пето дете на френския крал Франсоа I и Клод Френска, дъщерята на крал Луи XII.
Отгледана е далеч от Париж – в Долината на Лоара, поради страха на баща ѝ, че студеният климат на френската столица ще се отрази зле на крехкото ѝ здраве. Въпреки това на 16 години Мадлен заболява от туберкулоза.
Дори и болна, Мадлен привлича вниманието на шотландския крал Джеймс V, който посещава Франция, търсейки си подходяща съпруга, която да скрепи евентуалния съюз между Франция и Шотландия и която да му донесе подходяща зестра. Джеймс V е впечатлен от малката принцеса и моли баща ѝ за ръката ѝ. Франсоа I обаче не желае да изпрати болнавата си дъщеря в сурова Шотландия и му отказва. Тогава Джеймс V се ориентира към друга по-подходяща партия в лицето на Мари дьо Гиз, но прекратява ухажването ѝ, след като отново вижда Мадлен на един дворцов бал. Втори път Джеймс V моли Франсоа за ръката на Мадлен. Въпреки че продължава да се страхува за здравето на дъщеря си, Франсоа този път се съгласява, след като самата Мадлен изразява открито желанието си да се омъжи за шотландеца.
- Портрет на Мадлен Валоа на 2 години и половина, худ. Жан Клуе
- Мадлен (отзад дясно) с майка си и сестрите си, миниатюра от „часослова на Катерина де Медичи“

## Шотландска кралица
Мадлен и Джеймс V са венчани на 1 януари 1537 в катедралата Нотр Дам дьо Пари. Франсоа определя за дъщеря си голяма зестра, която се влива в празната шотландска хазна.
След месец на кралски банкети, Мадлен и Джеймс V заминават за Шотландия през май 1537. По това време Мадлен е вече сериозно болна. На 7 юли, само няколко седмици след като кралската двойка стъпва на шотландска земя, Мадлен умира в обятията на съпруга си в замъка Единбург. Погребана е в Августинското абатство в Единбург. По-малко от година след смъртта ѝ Джеймс V се жени за овдовялата Мари дьо Гиз.